# Кировский район (Томск)

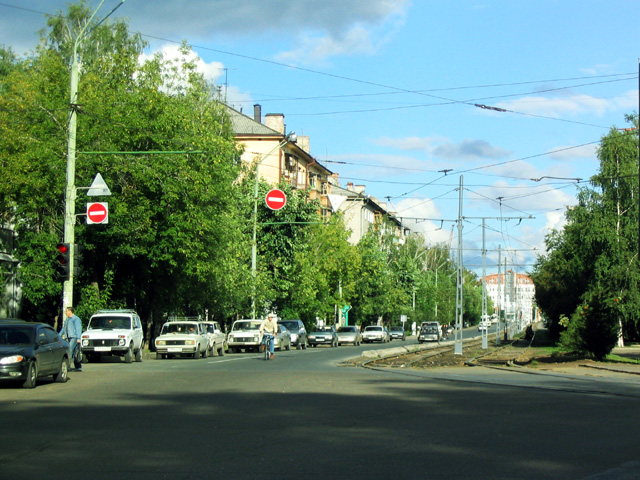
Проспект Кирова.

Ки́ровский райо́н — один из чётырёх внутригородских районов в Томске. Занимает обширную площадь в южной и западной частях города.
Назван в честь русского революционера и советского политика Сергея Кирова.

## География
С запада и северо-запада район ограничен границами Томска и Томского района, проходящими по Тимирязевской лесной даче и пойме Томи. С северо-востока — территориями Ленинского и Советского районов Томска, с востока и юга — сельскохозяйственными и лесными угодьями Томского района.
На территории района находится один из двух мостов через Томь, расположенных в Томской области.
Включает в себя Университетскую рощу, южную часть Татарской слободы, район Томска-I, посёлки: Степановка, Предтеченск,  Апрель, Просторный, Аникино, Заречный (Берлинка), Нижний Склад  и другие территории. 
Району подчинены сельские населённые пункты (не учитываемые статистикой населения городского района): сёла: Тимирязевское и Дзержинское, деревни: Лоскутово и Эушта и прилегающие территории.

## Население
| 1970     | 1979     | 1989     | 2002     | 2009     | 2010     | 2012     |
| -------- | -------- | -------- | -------- | -------- | -------- | -------- |
| 183 389  | ↘130 395 | ↘119 320 | ↗119 578 | ↗128 517 | ↗128 591 | ↗134 869 |
| 2013     | 2014     | 2015     | 2016     | 2017     | 2018     | 2019     |
| ↗139 197 | ↗142 581 | ↗144 061 | ↘143 945 | ↘143 563 | ↘142 125 | ↘140 800 |
| 2020     | 2021     |          |          |          |          |          |
| ↘140 686 | ↘132 372 |          |          |          |          |          |

## История

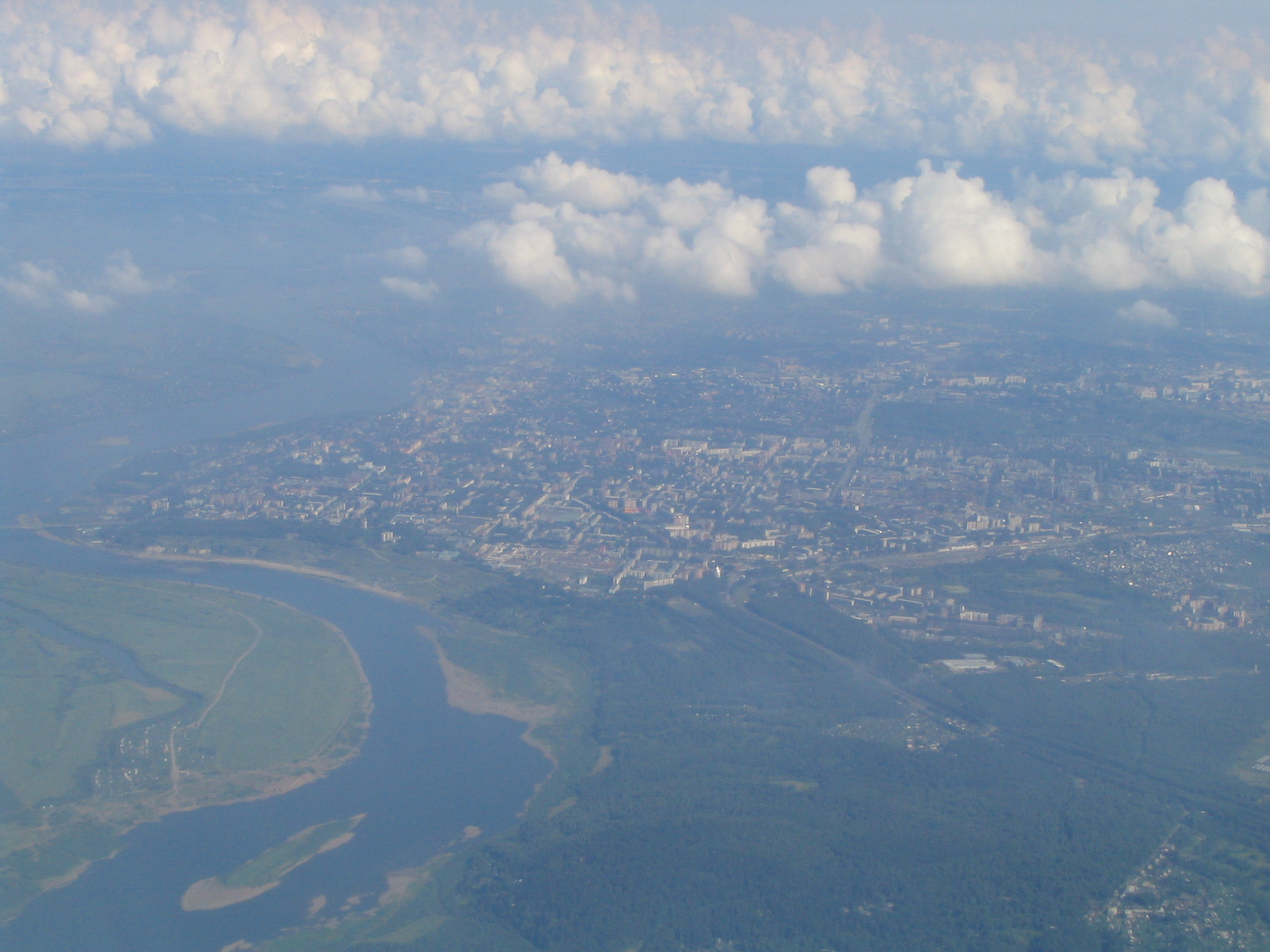
Вид на Томск из самолёта. В левой нижней части снимка часть территории Кировского района.

Первое упоминание о создании Кировского района относится к 31 июля 1936 года, когда на заседании Томского горкома ВКП(б) рассматривалась возможность создания Кировского, Куйбышевского и Вокзального райкомов, в связи с предстоящим делением Томска на одноимённые районы, что и было сделано постановлением Новосибирского облисполкома от 4 ноября 1937 года и постановлениями Президиума Томского горсовета от 1 декабря 1937 и 7 января 1938 года.
Был ликвидирован постановлением бюро Томского обкома КПСС от 10 сентября 1959 года в связи с упразднением районов.
Кировский район был воссоздан в соответствии с постановлением бюро Томского обкома КПСС от 30 мая 1962 года, Указом Президиума Верховного Совета РСФСР от 26 июня 1962 года и решением Томского горисполкома от 4 августа 1962 года.
Кировский район был в планах стать городом быстрого образования, и 16 апреля 1969 года, указом томского горисполкома была создана территория быстрого развития, результатом которой стал быстрый рост города с 1972 по 1990 годы.
18 января 1994 года постановлением главы администрации города Томска Кировский район был ликвидирован как административно-территориальная единица и стал внутригородской территорией для управления отраслями городского хозяйства и областями социальной сферы.
В соответствии с Уставом города Томска и на основании постановления Мэра города Томска от 28 мая 1997 года все районы города, в том числе Кировский, переименованы в соответствующие округа.
Постановлением Мэра города Томска от 11 марта 1998 года администрации Кировского и Советского округов были объединены в объединённую администрацию Кировского и Советского округов. Объединённый округ носил неофициальное название Южного округа.
С 1 января 2006 года, в соответствии с новым уставом города, Южный округ вновь был разделён на два района. Кировский район изменил свои прежние границы, так как к нему добавились ранее входивший в состав Ленинского района посёлок Нижний Склад и часть прилегающих к нему территорий на левом берегу Томи, которые до 12 ноября 2004 года входили в состав Томского района, а вот посёлок Аэропорт, ранее входивший в состав Кировского района Томска с 2005 года, напротив, отошёл к Томскому району.
С 31 октября 2008 года обязанности главы Кировского района исполняет заместитель главы района, начальник отдела жилищно-коммунального хозяйства Валентина Денисович. 17 октября 2013 года утверждена в должности главы района.

## Избирательные округа
- № 1 — Вузовский
- № 2 — Кировский

## Крупнейшие улицы
- Проспект Ленина (начало);
- Проспект Кирова;
- Улица Нахимова;
- Улица Елизаровых;
- Красноармейская улица;
- Комсомольский проспект (конец);
- Богашёвский тракт;
- Московский тракт;
- Шегарский тракт.

## Предприятия и организации
- Томский государственный университет;
- Томский политехнический университет;
- Сибирский государственный медицинский университет;
- Томский государственный педагогический университет;
- Томский экономико-юридический институт;
- Томский институт бизнеса;
- Томский электротехнический завод (ТЭТЗ);
- Томский электроламповый завод (ТЭЛЗ);
- Томский электромеханический завод (ТЭМЗ) им. В. В. Вахрушева;
- Томский инструмент;
- Станция Томск-I ОАО «Российские железные дороги»;
- АО «НИИПП» Научно-исследовательский институт полупроводниковых приборов «РОСЭЛ».